# Jordan Hamilton
Jordan Christian Hamilton é um jogador de basquetebol profissional que atualmente joga no Guaros de Lara.

## Estatísticas na NBA

### Temporada Regular
| Ano      | Equipe          | PJ  | PT | MPJ  | AP   | 3P   | LL   | RT  | AS  | BR  | TO  | PPJ |
| -------- | --------------- | --- | -- | ---- | ---- | ---- | ---- | --- | --- | --- | --- | --- |
| 2011-12  | Denver Nuggets  | 26  | 2  | 9.9  | .432 | .362 | .400 | 2.4 | 0.8 | 0.2 | 0.1 | 4.4 |
| 2012-13  | Denver Nuggets  | 40  | 1  | 9.9  | .418 | .370 | .500 | 2.4 | 0.6 | 0.4 | 0.2 | 5.2 |
| 2013-14  | Denver Nuggets  | 39  | 11 | 17.2 | .390 | .349 | .742 | 3.4 | 0.9 | 0.8 | 0.3 | 6.8 |
| 2013-14  | Houston Rockets | 21  | 1  | 16.6 | .393 | .362 | .850 | 2.9 | 0.9 | 0.6 | 0.3 | 6.6 |
| 2013-14  | Total           | 60  | 12 | 17.0 | .391 | .354 | .784 | 3.2 | 0.9 | 0.7 | 0.3 | 6.7 |
| Carreira |                 | 126 | 15 | 13.3 | .406 | .358 | .671 | 2.8 | 0.8 | 0.5 | 0.2 | 5.8 |

### Playoffs
| Ano      | Equipe         | PJ | PT | MPJ | AP   | 3P   | LL   | RT  | AS  | BR  | TO  | PPJ |
| -------- | -------------- | -- | -- | --- | ---- | ---- | ---- | --- | --- | --- | --- | --- |
| 2011-12  | Denver Nuggets | 2  | 0  | 2.5 | .667 | .000 | .000 | 0.0 | 0.0 | 0.5 | 0.0 | 2.0 |
| 2012-13  | Denver Nuggets | 1  | 0  | 2.0 | .000 | .000 | .000 | 0.0 | 0.0 | 0.0 | 0.0 | 0.0 |
| Carreira |                | 3  | 0  | 2.3 | .500 | .000 | .000 | 0.0 | 0.0 | 0.3 | 0.0 | 1.3 |